# Jay Acovone
Jay Acovone est un acteur américain né le 20 août 1955 à Mahopac dans l'État de New York (États-Unis).

## Filmographie

### Cinéma
- 1980 : La Chasse (Cruising) de William Friedkin : Skip Lee
- 1985 : Hollywood Beat
- 1987 : Cold Steel : Sur le fil du rasoir (Cold Steel) de Dorothy Ann Puzo : Cookie
- 1991 : Justice sauvage (Out for Justice) de John Flynn : Bobby Arms
- 1993 : Conflict of Interest (Mon fils est-il un assassin ?) de Tony Amatullo et Ken Halloway : Det. Bob Falcone
- 1996 : Foxfire de Annette Haywood-Carter : Chuck
- 1996 : Independence Day de Roland Emmerich : un garde à l'entrée de la zone 51
- 2000 : Seul au monde de Robert Zemeckis : copilote dans l'avion
- 2001 : Crocodile dundee 3 de Simon Wincer : Eric Barry (un des deux pères devant l'école)
- 2002 : S.W.A.T. unité d'élite de Clark Johnson : pilote du jet
- 2003 : Terminator 3 : Le Soulèvement des machines de Jonathan Mostow : le policier de la Westside Street

### Télévision
- 1987-1990 : La Belle et la Bête : Joe Maxwell
- 1990 : Growing Pains : Jake
- 1994 : Friends : Charlie
- 1994 : Arabesque : le lieutenant Nick Acosta.
- 1995 : Sliders  : Les Mondes parallèles : Dr tassler
- 1995 : Columbo : Bruno Romano
- 1997-2005 : Stargate SG-1 : major Kawalski
- 2001 : X-Files : Duffy Haskell
- 2001 : Invisible Man : Orion
- 2002 : Charmed : un démon Keats
- 2005 : Monk : Ray Galardi
- 2005 : Esprits criminels
- 2006 : 24 heures chrono : Tom Wegman
- 2011 : How I Met Your Mother : Vance
- 2012 : Mentalist : Nicky Shaw
- 2012 : NCIS : Enquêtes spéciales : Frankie Dean
- 2019 : L'Arme fatale : Elliot Nunziata

### Téléfilms
- 1986 : Prisonnières des Japonais de Buzz Kulik : Capt. Rader
- 1996 : Le Crime du siècle (Crime of the Century) de Mark Rydell : Sgt. Wallace